# Dactylispa kerimii
Dactylispa kerimii là một loài bọ cánh cứng trong họ Chrysomelidae. Loài này được Gestrio miêu tả khoa học năm 1897.